# Schizachyrium lomaense
Schizachyrium lomaense är en gräsart som beskrevs av Aimée Antoinette Camus. Schizachyrium lomaense ingår i släktet Schizachyrium och familjen gräs. Inga underarter finns listade i Catalogue of Life.